# Route nationale 20 (Algérie)
Pour les articles homonymes, voir N20 et Route nationale 20.
La Route nationale 20 (N20) est une route nationale algérienne reliant El Khroub dans la wilaya de Constantine à la frontière algéro-tunisienne.

## Historique
Le 15 janvier 2018, le dédoublement du tronçon reliant la commune d'El-Khroub à la commune de Aïn Abid sur 25 km, est inauguré par le ministre des Transports et des Travaux publics, Abdelghani Zaalane.

## Parcours
Elle a son origine sur la N3, peu avant El Khroub, traverse cette dernière puis Aïn Abid, Oued Zenati, Guelma, Bouchegouf, Souk Ahras (via N16), Ouled Driss, Aïn Zana jusqu'à la frontière de la Tunisie sur la commune d'Ouled Moumen.